# Датско-иракские отношения
Датско-иракские отношения — двусторонние дипломатические отношения между Данией и Ираком. Государства являются членами Организации Объединённых Наций.

## История
21 марта 2003 года Фолькетинг принял решение поддержать военные действия США в Ираке и направить свои вооружённые силы участия в войне.
В 2006 году министр транспорта Ирака Салам аль-Малки объявил о заморозке всех экономических отношений с датскими и норвежскими компаниями в знак протеста против оскорбительных карикатур, опубликованных в газетах этих стран. Шиитский аятолла Али Систани осудил карикатуры, но также прокомментировал действия боевиков, которые дискредитируют ислам. Он подчеркнул, что неисламские акты экстремизма используются в качестве оправдания для нападок на ислам.
В декабре 2007 года правительство Дании приняло решение о выводе войск из Ирака. За годы участия в боевых действиях погибло 7 датских военнослужащих.
В 2011 году общая численность иракского населения в Дании составляла около 29 600 человек. Функционирует организация «Дни ирако-датской культуры», которая проводит культурные мероприятия в Копенгагене.

## Дипломатические представительства
- В 2024 году Дания закрыла своё посольство в Багдаде[7].
- Ирак содержит посольство в Копенгагене[8].